# Сан-Себаштиан-да-Фейра
Сан-Себаштиан-да-Фейра (порт. São Sebastião da Feira)  —  район (фрегезия) в Португалии,  входит в округ Коимбра. Является составной частью муниципалитета  Оливейра-ду-Ошпитал. По старому административному делению входил в провинцию Бейра-Алта. Входит в экономико-статистический  субрегион Пиньял-Интериор-Норте, который входит в Центральный регион. Население составляет 229 человек на 2001 год. Занимает площадь 2,38 км².